# ニュードキュメンタリードラマ昭和 松本清張事件にせまる
『ニュードキュメンタリードラマ昭和 松本清張事件にせまる』（ニュードキュメンタリードラマしょうわ まつもとせいちょうじけんにせまる）は、1984年4月12日から9月27日までテレビ朝日系列で放送されたテレビ番組。全25回。放送時間は木曜22:00-22:54。
ドキュメンタリードラマ形式で昭和期の重要事件を扱った番組である。小説家の松本清張が監修を担当、またコメンテーターとして出演している。扱われるトピックは『昭和史発掘』など清張の現代史系作品と共通するものに加え、戦後の同時代史的話題も取りあげ、事件の同時代人の証言を紹介するなどの試みを行っている。

## 共通スタッフ
- 監修：松本清張
- 企画：外崎宏司、勝田祥三、塚田芳夫
- 企画構成：松岡正剛（工作舎）
- 企画協力：藤井康栄（文藝春秋）、林悦子（霧プロダクション）
- テーマ音楽：ツトム・ヤマシタ

## 放送リスト

### 昭和20年8月15日 終戦日の荷風と潤一郎
- 放送日：4月12日

キャスト
- 永井荷風：佐藤慶　※本演技で第22回ギャラクシー賞月間賞受賞
- 谷崎潤一郎：観世栄夫
- 谷崎松子：吉行和子
- 児玉謙次
- 保沢道子
- 小池栄
- 岩倉高子
- 大木正司
- 坂上和子
- 石黒正男
- 久松夕子
- 立原淳平
- 吉本選江
- 嶋崎伸夫
- 杉浦悦子
- 黒田蕃
- 美山富貴子
- 小坂井秀行
- 神田紅
- ナレーター：乙羽信子

スタッフ
- 脚本：新藤兼人
- プロデューサー：大井素宏（テレビ朝日）、高島道吉、赤司学文（近代映画協会）
- 監督：森﨑東
- 撮影技術：東原三郎
- 美術：福留八郎
- 資料：永井荷風『断腸亭日乗』、谷崎潤一郎『疎開日記』
- 協力：大井川鉄道
- 制作：テレビ朝日、近代映画協会

### 東京ローズは誰か
- 放送日：4月19日

キャスト
- 堀川まゆみ
- 小金澤篤子
- ラセム・ワルブ
- ナレーター：須藤章子

スタッフ
- 脚本：大熊邦也、青目海
- 監督：大熊邦也
- 制作：テレビ朝日、国際放映

### 焼跡のクリスマス 戦後を駆けぬけた男
- 放送日：4月26日

キャスト
- 安藤明：新克利
- 野口ふみえ
- 神山寛
- ナレーター：小林尚臣

スタッフ
- 脚本：国弘威雄
- 監督：日高武治
- 制作：テレビ朝日、松竹

### 人間失格太宰治
- 放送日：5月3日

キャスト
- 太宰治：田村亮
- 山崎富栄：香野百合子
- 津島美知子：三浦真弓
- 奥村公延
- ナレーター：山村聰
- 証言：長篠康一郎

スタッフ
- 脚本：岡本克己
- 監督：永野靖忠
- 制作：テレビ朝日、松竹

### 帝銀事件と731部隊
- 放送日：5月10日

キャスト
- 河原崎長一郎
- 戸浦六宏
- 寺田農
- 弥永和子
- ナレーター：小林清志

スタッフ
- 脚本：岩間芳樹
- 監督：大熊邦也
- 制作：朝日放送、国際放映

### 昭電疑獄野望の設計図
- 放送日：5月17日

キャスト
- 津川雅彦
- 朝比奈順子
- 近藤洋介
- 執行佐智子
- 証言：三鬼陽之助

スタッフ
- 脚本：小野竜之助
- 監督：岡本明久
- 制作：テレビ朝日、東映

### 下山総裁怪死事件マイ・レール・ロード
- 放送日：5月25日

キャスト
- 下山定則：江原真二郎
- 長内美那子
- 川合伸旺
- ナレーター：山村聰

スタッフ
- 脚本：長谷川公之、堀川弘通
- 監督：堀川弘通
- 制作：テレビ朝日、東映

### 首相の犯罪石田検事怪死事件
- 放送日：5月31日

キャスト
- 嵐圭史
- 中山仁
- ナレーター：中江真司

スタッフ
- 脚本：広沢栄
- 監督：高瀬昌弘
- 制作：テレビ朝日、松竹

### 芥川龍之介の自殺
- 放送日：6月7日

キャスト
- 芥川龍之介：松橋登
- 芥川文：真野響子
- 本阿弥周子

スタッフ
- 脚本：岩間芳樹
- 監督：河野宏　※本演出で第22回ギャラクシー賞月間賞受賞
- 制作：テレビ朝日、国際放映

### スパイMの謀略
- 放送日：6月14日

キャスト
- 高橋長英
- 鈴木ヤスシ
- ナレーター：鈴木瑞穂

スタッフ
- 脚本：本田英郎
- 監督：佐伯孚治
- 制作：テレビ朝日、東映

### 佐分利公使の怪死事件
- 放送日：6月21日

キャスト
- 佐分利貞男：仲谷昇
- 有馬昌彦
- 君夕子
- ナレーター：槇大輔

スタッフ
- 脚本：岩間芳樹
- 監督：松島稔
- 制作：朝日放送、国際放映

### 天国に結ぶ恋坂田山心中事件
- 放送日：6月28日

キャスト
- 岡野進一郎
- 湯山八重子：麻生隆子
- 殿山泰司
- 今井和子
- ナレーター：乙羽信子

スタッフ
- 脚本：新藤兼人
- 監督：吉村公三郎
- 制作：テレビ朝日、近代映画協会

### 相沢事件軍務局長斬殺さる
- 放送日：7月5日

キャスト
- 相沢三郎：金内喜久夫
- 磯部浅一：大出俊
- 北一輝：石橋雅史
- 安藤輝三：志垣太郎
- 坂部文昭
- ナレーター：村松英子
- 証言：片倉衷

スタッフ
- 脚本：西沢裕子
- 監督：村山新治
- 制作：テレビ朝日、国際放映

### 襲撃二・二六事件
- 放送日：7月12日

キャスト
- 安藤輝三：志垣太郎
- 磯部浅一：大出俊
- 北一輝：石橋雅史
- 藤巻潤
- ナレーター：村松英子
- 証言：片倉衷

スタッフ
- 脚本：西沢裕子
- 監督：村山新治
- 制作：テレビ朝日、国際放映

### 戒厳令下ル 二・二六事件
- 放送日：7月19日

キャスト
- 安藤輝三：志垣太郎
- 磯部浅一：大出俊
- 北一輝：石橋雅史
- 証言：小倉倉一、原秀男

スタッフ
- 脚本：西沢裕子
- 監督：村山新治
- 制作：テレビ朝日、国際放映

### ゾルゲ国際諜報団事件
- 放送日：7月26日

キャスト
- 大月ウルフ
- 山本圭
- 結城美栄子
- ナレーター：鈴木瑞穂
- 証言：宮下弘、牛場友彦

スタッフ
- 脚本：本田英郎
- 監督：佐伯孚治
- 制作：テレビ朝日、東映

### 阿部定のゆくえ
- 放送日：8月2日

キャスト
- 板野比呂志
- 宮下順子
- ナレーター：寺田農
- 証言：沢野久雄、正木八重

スタッフ
- 脚本：羽柴秀彦
- 監督：松島稔
- 制作：テレビ朝日、国際放映

### 東條英機暗殺の夏
- 放送日：8月9日（22:30-23:24）

キャスト
- 真夏竜
- 松野健一
- 辻萬長
- 橋本功
- 小笠原良知
- 石原莞爾：鈴木瑞穂
- 可知靖之
- 立花一男
- 前川哲男
- 佐々森勇治
- 高月忠
- 清水照夫
- 鎌田功
- 徳田雅之
- 小山昌幸
- 水原仗二
- 福岡康裕
- 八百原寿子
- ナレーター：鈴木瑞穂
- 証言：中山定義、田中熊次郎（元首相官邸日本間主任）、牛島辰熊、尾川染子（元料亭増田仲居）、藤山愛一郎

スタッフ
- 脚本：吉松安弘
- プロデューサー：石橋紘（テレビ朝日）、坂本年文（東映）、高畠久
- 監督：吉松安弘
- 音楽：高島明彦
- 撮影技術：村上俊郎
- 美術：野尻均
- 協力：東京都庭園美術館、東通
- 制作：テレビ朝日、東映

### 甘粕大尉の死
- 放送日：8月16日（22:30-23:24）

キャスト
- 甘粕正彦：津嘉山正種
- 大門正明
- 北川真由美
- ナレーター：乙羽信子
- 証言：坪井与、北川鉄夫（元満州映画協会制作総務課長）、伊藤スマ子（元満州映画協会秘書）

スタッフ
- 脚本：新藤兼人
- 監督：安作郎
- 制作：テレビ朝日、近代映画協会

### 証言60年安保と浅沼刺殺事件
- 放送日：8月23日

キャスト
※この回は映像で大きな流れを示し、各証言が間をつなぐ形式。元首相・岸信介は健康上の理由で登場していない。
- 証言：赤城宗徳、飛鳥田一雄、清水幾太郎、岩井章、志賀義雄、島成郎、安東仁兵衛、柴垣和夫、杉山とく子、日高六郎、瀬長亀次郎、柏村信雄、高橋正義（日乃丸青年隊総隊長）、塩原洋一（牛込商店会）、原田樹世人（安保阻止新劇人会議メンバー）、市毛良昌、松本清張

スタッフ
- 脚本：佐伯孚治、小林義明、小野竜之助
- 監督：佐伯孚治、小林義明
- 制作：テレビ朝日、東映

### 銅メダルの男円谷幸吉の死
- 放送日：8月30日

キャスト
- 証言：君原健二、円谷敏雄、高橋進、長岡民男（スポーツジャーナリスト）、畠野洋夫（元円谷のコーチ）
- ナレーター：寺田農

スタッフ
- 脚本：阿井文瓶
- 監督：河野宏
- 制作：テレビ朝日、国際放映

### 三億円事件の犯人は?
- 放送日：9月6日

キャスト
- 平塚八兵衛：大滝秀治
- 後藤健
- 大塚国夫
- 吉村よう
- ナレーター：鈴木瑞穂
- 証言：武藤三男（元警視庁捜査一課長）、鈴木公一（元警視庁捜査一係長）、近藤昭二（シナリオライター）、鈴木卓郎（元朝日新聞警視庁詰記者）、梅村鏡次

スタッフ
- 脚本：阿井文瓶
- 監督：前田陽一
- 制作：テレビ朝日、東映

### 三島由紀夫自決事件
- 放送日：9月13日

キャスト
- ナレーター：佐藤慶
- 証言：天知茂、いいだもも、石割清夫、歌澤寅右衛門、木村徳三、佐伯彰一、徳岡孝夫、ドナルド・キーン、野村秋介、船坂弘、松浦竹夫、美輪明宏、矢代静一

スタッフ
- 脚本：羽柴秀彦
- プロデューサー：片岡政義（テレビ朝日）、西島孝恒、青木諭史
- 監督：松島稔
- 制作：テレビ朝日、国際放映

### 連合赤軍の崩壊
- 放送日：9月20日

キャスト
- 植垣康博の声：江藤潤
- 演説の声：鈴木弘一
- ナレーター：鈴木瑞穂
- 証言：渡辺善二郎（植垣の恩師）、山本七平、成川隆顕、藤森研、宮沢浩一（慶應義塾大学教授）、高沢司、十河成治、高沢皓司、元連合赤軍関係者

スタッフ
- 脚本：渡辺千明、加藤盟
- プロデューサー：杉崎充男、植田泰治（東映）、高畠久
- 監督：加藤盟
- 制作：テレビ朝日、東映

### 総理大臣の椅子
- 放送日：9月27日

キャスト
- 声の出演：入江正徳、大矢兼臣
- ナレーター：鈴木瑞穂

スタッフ
- 脚本：佐藤純彌、小野竜之助
- 監督：佐藤純彌
- 制作：テレビ朝日、東映

## 関連資料
- 外崎宏司「ニュードキュメンタリードラマ昭和 松本清張事件にせまる」（『松本清張研究』第13号（2012年、北九州市立松本清張記念館）に収録）…本番組の企画を担当した外崎による番組概説。